# Determinantes sociais de saúde na pobreza
As determinantes sociais da saúde na pobreza descrevem os fatores que afetam a saúde e a desigualdade na saúde das populações empobrecidas. As desigualdades na saúde decorrem das condições de vida das pessoas, incluindo condições de vida, ambiente de trabalho, idade e outros factores sociais, e como estes afectam a capacidade das pessoas de responder à doença. Estas condições também são moldadas pelas estruturas políticas, sociais e econômicas. A maioria das pessoas em todo o mundo não atinge a sua melhor saúde potencial devido a uma “combinação tóxica de más políticas, economia e política”. As condições de vida quotidiana trabalham em conjunto com estes factores estruturais para resultar nos determinantes sociais da saúde.
A pobreza e a saúde precária estão inseparavelmente ligadas. A pobreza tem muitas dimensões – privação material (de alimentação, abrigo, saneamento e água potável), exclusão social, falta de educação, desemprego e baixos rendimentos – que trabalham em conjunto para reduzir oportunidades, limitação escolhas, destruição da esperança e, como resultado, ameaçam a saúde. A pobreza tem sido associada a uma maior prevalência de muitas condições de saúde, incluindo o aumento do risco de doenças crónicas, lesões, desenvolvimento infantil deficiente, stress, ansiedade, depressão e morte prematura. De acordo com Loppie e Wien, estas condições de saúde de pobreza pesam mais sobre os grupos periféricos, como as mulheres, as crianças, as minorias étnicas e as pessoas com deficiência. Os determinantes sociais da saúde – como o desenvolvimento infantil, a educação, as condições de vida e de trabalho e os cuidados de saúde – são de especial importância para os mais pobres.
Os fatores socioeconômicos que afetam as populações empobrecidas, como a educação, a desigualdade de rendimentos e a ocupação, representam os preditores mais fortes e consistentes de saúde e mortalidade. As desigualdades nas circunstâncias aparentes da vida dos indivíduos, como o acesso dos indivíduos aos cuidados de saúde, às escolas, às suas condições de trabalho e lazer, aos agregados familiares, às comunidades, às vilas ou cidades, afectam a capacidade das pessoas de levar uma vida próspera e manter a saúde, de acordo com OMS. A distribuição desigual de condições de vida, experiências e estruturas prejudiciais à saúde não é de forma alguma natural, mas é o resultado de uma combinação tóxica de políticas e programas sociais deficientes, arranjos económicos injustos e más políticas.
Por conseguinte, as condições da vida quotidiana de cada indivíduo são responsáveis pelos determinantes sociais da saúde e por uma parte importante das desigualdades em matéria de saúde entre países e no interior dos mesmos. Juntamente com estas condições sociais, "o gênero, a educação, a profissão, o rendimento, a etnia e o local de residência estão intimamente ligados ao acesso, às experiências e aos benefícios dos cuidados de saúde". Os determinantes sociais da doença podem ser atribuídos a forças sociais mais amplas, como o racismo, a desigualdade de género, a pobreza, a violência e a guerra. Isto é importante porque a qualidade da saúde, a distribuição da saúde e a proteção social da saúde numa população afectam o estado de desenvolvimento de uma nação. Uma vez que a saúde tem sido considerada um direito humano fundamental, assim, sugere que os determinantes sociais da saúde determinam a distribuição da dignidade humana.

## Definições e qualificações
Os determinantes sociais da saúde na pobreza revelam desigualdades na saúde. A saúde é definida como sentir-se são, bem, vigoroso e fisicamente capaz de fazer coisas que a maioria das pessoas normalmente consegue fazer. As medições da saúde assumem várias formas, incluindo relatórios subjectivos de saúde preenchidos pelos indivíduos e inquéritos que medem a incapacidade física, a vitalidade e o bem-estar, o diagnóstico de doenças crónicas graves e a esperança de longevidade.
A Organização Mundial de Saúde define os determinantes sociais da saúde como "as condições em que as pessoas nascem, crescem, vivem, trabalham e envelhecem", condições essas que são determinadas pela distribuição de dinheiro, poder e recursos a nível global, nacional e local. Existem duas determinantes principais da saúde: as determinantes estruturais e as determinantes proximais. As determinantes estruturais incluem as divisões sociais entre contextos sociais, económicos e políticos e conduzem a diferenças de poder, estatuto e privilégios na sociedade. As determinantes proximais são factores imediatos presentes na vida quotidiana, como as relações familiares e domésticas, as relações entre pares e no trabalho e os ambientes educativos.
Os determinantes proximais são influenciados pela estratificação social causada pelos determinantes estruturais. De acordo com a Organização Mundial de Saúde, os determinantes sociais da saúde incluem o desenvolvimento da primeira infância, a globalização, os sistemas de saúde, a medição e as evidências, a urbanização, as condições de emprego, a exclusão social, as condições de saúde pública e as mulheres e a igualdade de género. Diferentes exposições e vulnerabilidades a doenças e lesões, determinadas por ambientes e condições sociais, profissionais e físicos, resultam numa maior ou menor vulnerabilidade a problemas de saúde. O Conselho de Determinantes Sociais da Organização Mundial de Saúde reconheceu duas formas distintas de determinantes sociais da saúde - a posição social e o contexto socioeconômico e político. As divisões seguintes são adaptadas do Quadro Conceitual dos Determinantes Sociais da Organização Mundial de Saúde para explicar e compreender os determinantes sociais da saúde.
Os Determinantes Sociais da Saúde têm um enorme impacto na vida de muitas pessoas. Têm impacto na sua probabilidade de emprego, sucesso, saúde e futuro. Por exemplo, as pessoas com uma condição socioeconômica inferior têm maior probabilidade de desenvolver problemas de saúde como as doenças cardiovasculares. Alguns fatores que afectam estas pessoas e a sua saúde são a insegurança alimentar, a estabilidade financeira e o acesso aos cuidados de saúde. As pessoas com um estatuto socioeconómico mais baixo são susceptíveis de ter resultados adversos em termos de doenças cardiovasculares quando comparadas com populações com rendimentos mais elevados, que também podem beneficiar de estratégias curativas e preventivas.

## Posição social

### Gradiente e gravidade da pobreza
Dentro da população empobrecida existe uma ampla gama de rendimentos reais, desde menos de 2 dólares por dia, até ao limiar de pobreza dos Estados Unidos, que é de 22.350 dólares para uma família de quatro pessoas. Nas populações empobrecidas, estar relativamente ou absolutamente empobrecido pode determinar os resultados de saúde, na sua gravidade e tipo de doença. Segundo a Organização Mundial da Saúde, os mais pobres de todos, globalmente, são os menos saudáveis. Aqueles que se encontram na distribuição económica mais baixa da saúde, marginalizados e excluídos, e países cuja exploração histórica e desigualdade nas instituições globais de poder e na elaboração de políticas, apresentam os piores resultados em termos de saúde. Como tal, duas grandes categorias distinguem entre a gravidade relativa da pobreza. A pobreza absoluta é a privação grave das necessidades humanas básicas, como alimentação, água potável e abrigo, e é usada como um padrão mínimo abaixo do qual ninguém deve cair, independentemente de onde viva. É medido em relação à “linha de pobreza” ou ao montante mais baixo de dinheiro necessário para sustentar a vida humana. A pobreza relativa é a incapacidade de adquirir os bens, serviços e atividades necessários para participar plenamente numa determinada sociedade. A pobreza relativa ainda resulta em maus resultados de saúde devido à diminuição da capacidade de acção dos empobrecidos.
Certos fatores pessoais e familiares, tais como as condições de vida, são mais ou menos instáveis na vida dos empobrecidos e representam os factores determinantes para a saúde no gradiente de pobreza. De acordo com Mosley, estes factores revelam-se um desafio para os indivíduos em situação de pobreza e são responsáveis pela falta de saúde entre a população empobrecida em geral. Ter acesso suficiente a uma quantidade mínima de alimentos nutritivos e higiénicos desempenha um papel importante na construção da saúde e na redução da transmissão de doenças. O acesso a quantidades suficientes de água de qualidade para beber, tomar banho e preparar alimentos determina a saúde e a exposição a doenças. Roupas que forneçam proteção climática adequada e recursos para lavar roupas e roupas de cama de maneira adequada para evitar irritações, erupções cutâneas e vida parasitária também são importantes para a saúde.
A habitação, incluindo o tamanho, a qualidade, a ventilação, a aglomeração, o saneamento e a separação, revela-se fundamental na determinação da saúde e na propagação de doenças. A disponibilidade de combustível para a esterilização adequada dos utensílios de alimentação e dos alimentos e a preservação dos alimentos revela-se necessária para promover a saúde. O transporte, que proporciona acesso a cuidados médicos, compras e emprego, revela-se absolutamente essencial. Os cuidados higiénicos e preventivos, incluindo sabonetes e insecticidas, bem como vitaminas e contraceptivos, são necessários para manter a saúde. O acesso diferenciado a estes bens essenciais à vida, dependendo da capacidade de suportar um determinado rendimento, resulta em saúde diferenciada.

### Gênero
O gênero pode determinar a desigualdade na saúde em geral e em doenças específicas, e é especialmente agravada na pobreza. A desigualdade socioeconómica é frequentemente citada como a causa fundamental dos resultados de saúde diferenciados entre homens e mulheres. De acordo com a Organização Mundial de Saúde, o fosso de saúde entre as populações empobrecidas e outras populações só será eliminado se a vida das mulheres melhorar e as desigualdades de género forem resolvidas. Portanto, a OMS vê o empoderamento de género como fundamental para alcançar uma distribuição justa da saúde. A taxa de mortalidade de raparigas e mulheres em relação aos homens é mais elevada nos países de rendimento baixo e médio do que nos países de rendimento elevado. Globalmente, as meninas desaparecidas ao nascer e as mortes por excesso de mortalidade feminina após o nascimento totalizam 6 milhões de mulheres por ano, 3,9 milhões com menos de 60 anos. Dos 6 milhões, um quinto nunca nasce, um décimo morre cedo infância, um quinto nos anos reprodutivos e dois quintos nas idades mais avançadas.
O excesso de mortes femininas persistiu e até aumentou em países imensamente afectados pela epidemia do AIDS, como a África do Sul. Na África do Sul, o excesso de mortalidade feminina entre os 10 e os 50 anos de idade aumentou de quase zero para 74.000 mortes por ano em 2008. Nas populações empobrecidas, existem diferenças pronunciadas nos tipos de doenças e lesões que homens e mulheres contraem.  As mulheres pobres têm mais doenças cardíacas, diabetes, câncer e mortalidade infantil. As mulheres pobres também apresentam comorbidade significativa, ou existência de duas enfermidades, como transtornos psiquiátricos com uso de substâncias psicoativas. Eles também correm maior risco de contrair doenças endêmicas como tuberculose, diabetes e doenças cardíacas. As mulheres de baixo nível socioeconómico nas áreas urbanas são mais propensas a contrair doenças sexualmente transmissíveis e a ter gravidezes não planejadas. Estudos globais demonstram que o risco de contrair cancro do colo do útero, exclusivo das mulheres, aumenta à medida que o nível socioeconómico diminui.

#### Causas domésticas
A saúde das mulheres pobres é afetada pelas desigualdades de gênero através da distribuição discriminatória de bens domésticos, da violência doméstica, da falta de agência e da distribuição injusta de trabalho, lazer e oportunidades entre cada género. A forma como recursos como o rendimento, a alimentação e o apoio emocional são comercializados no agregado familiar influencia a saúde psicossocial, a nutrição, o bem-estar das mulheres, o acesso aos serviços de saúde e a ameaça de violência. A troca destes elementos numa casa medeia os impactos dos padrões geográficos, culturais e familiares que resultam na desigualdade no estado e nos resultados de saúde. Comportamentos relacionados com a saúde, acesso e utilização de cuidados de saúde, stress e recursos psicossociais como laços sociais, coping e espiritualidade servem todos como factores que medeiam a desigualdade na saúde. A discriminação doméstica causa a desvaloração de jovens no primeiro parto, a persistência da discriminação e a má prestação de serviços perpetuam a elevada mortalidade feminina.

#### Causas sociais
A condição socioeconômica tem sido há muito tempo relacionado com a saúde; os que estão mais acima na hierarquia social gozam normalmente de melhor saúde do que os que estão abaixo. Numa revisão de 2016 das classificações de saúde de todos os condados dos EUA descobriu-se que os fatores socioeconômicos eram o factor de maior peso na determinação dos resultados de saúde, em comparação com os comportamentos de saúde, os cuidados clínicos e o ambiente físico.
No que diz respeito aos fatores socioeconômicos, instituições e serviços de saúde pública deficientes podem causar piora na saúde nas mulheres. Os componentes do sistema geopolítico que geram a desigualdade econômica e de género, tais como a história de uma nação, a geografia, a política, os serviços, os direitos legais, as organizações, as instituições e as estruturas sociais, são todos determinantes da saúde das mulheres na pobreza. Estas estruturas, tal como o estatuto sociodemográfico e a cultura, as normas e sanções, moldam o papel produtivo das mulheres no local de trabalho e o papel reprodutivo no agregado familiar, que determina a saúde. O capital social das mulheres, os papéis de género, o stress psicológico, os recursos sociais, os cuidados de saúde e o comportamento constituem os efeitos sociais, económicos e culturais nos resultados de saúde.
Além disso, as mulheres que enfrentam dificuldades financeiras são mais propensas a relatar condições crónicas de saúde, o que ocorre frequentemente na vida dos mais pobres. A desigualdade socioeconómica é frequentemente citada como a causa fundamental dos resultados de saúde diferenciados entre homens e mulheres. As diferenças no estatuto socioeconómico e a resultante falta de poder financeiro para as mulheres explicam a pior saúde e a menor utilização de cuidados de saúde observada entre as mulheres mais velhas em comparação com os homens na Índia, de acordo com um estudo. De acordo com outro estudo, os fatores psicossociais também contribuem para diferenças na saúde relatada. Primeiro, as mulheres podem relatar níveis mais elevados de problemas de saúde como resultado da exposição diferencial ou do acesso reduzido a factores materiais e sociais que promovem a saúde e o bem-estar. Em segundo lugar, as mulheres podem relatar problemas de saúde mais elevados devido à vulnerabilidade diferencial. a fatores materiais, comportamentais e psicossociais que promovem a saúde.

#### Saúde materna e cuidado pré-natal
Os cuidados pré-natais também desempenham um papel na saúde das mulheres e dos seus filhos, sendo que o excesso de mortalidade infantil nas populações e nações empobrecidas representa estes diferenciais na saúde. Segundo Ward, a pobreza é o preditor mais forte de cuidados pré-natais insuficientes, causados por três factores que reduzem o acesso. Estes incluem factores sociodemográficos (tais como idade, etnia, estado civil e educação), barreiras sistemáticas e barreiras baseadas na falta de conhecimentos, atitudes e estilos de vida. Vários estudos mostram as complexas associações entre pobreza e educação, emprego, nascimento de adolescentes e saúde da mãe e da criança. Em 1985, a Organização Mundial da Saúde estimou que as taxas de mortalidade materna eram 150 vezes maiores nos países em desenvolvimento do que nas nações desenvolvidas. Além disso, foram encontradas taxas aumentadas de depressão pós-parto em mães pertencentes a baixo nível socioeconômico.

#### Saúde diferencial para homens
Também existem diferenciais na saúde em relação aos homens. Em muitos países pós-transição, como a Federação Russa, o excesso de mortalidade feminina não é um problema, mas sim um aumento nos riscos de mortalidade para os homens. As evidências sugerem que o excesso de mortalidade masculina está correlacionado com comportamentos considerados socialmente aceitáveis entre os homens, incluindo tabagismo, consumo excessivo de álcool e atividades de risco. As mulheres são mais propensas a experimentar tensão e sobrecarga de papéis que ocorrem quando as responsabilidades familiares são combinadas com o estresse relacionado ao trabalho.

### Idade
Os determinantes sociais podem ter efeitos diferenciados nos resultados de saúde com base na faixa etária.

#### Saúde dos jovens
Foi comprovado que a saúde dos adolescentes é influenciada por determinantes estruturais e proximais, mas os determinantes estruturais desempenham o papel mais significativo. Descobriu-se que determinantes estruturais como a riqueza nacional, a desigualdade de rendimentos e o acesso à educação afetam a saúde dos adolescentes. Além disso, os determinantes proximais, como os ambientes escolar e familiar, são influenciados pela estratificação criada pelos determinantes estruturais e também podem afetar a saúde dos adolescentes. O acesso à educação foi determinado como o determinante estrutural mais influente que afecta a saúde dos adolescentes. Os determinantes proximais incluem factores familiares e comunitários, tais como o ambiente familiar, relações familiares, relações entre pares, acesso a alimentação adequada e oportunidades de recreação e actividade. O determinante proximal mais influente provou ser a riqueza familiar.
A riqueza familiar afeta directamente a segurança alimentar, que está correlacionada com a nutrição e saúde dos adolescentes. A riqueza familiar também influencia a participação em atividades físicas regulares. Embora a nutrição e a atividade física promovam o bem-estar físico, ambas também promovem a saúde psicológica. Assim, a riqueza familiar está correlacionada com a redução do estresse psicológico durante a adolescência. A riqueza familiar também afecta o acesso aos serviços de saúde; no entanto, em países com sistemas de saúde universais, os jovens pertencentes a famílias menos ricas ainda apresentam uma saúde mais fraca do que os adolescentes de famílias mais ricas. Um estudo (que acompanhou indivíduos desde a infância até a idade adulta) mostrou que o ambiente habitacional impactava a mortalidade, sendo a principal causa de morte a presença de poluentes na casa. Taxas mais elevadas de doenças crônicas, como obesidade e diabetes, bem como de tabagismo, foram encontradas em adolescentes de 10 a 21 anos pertencentes a baixo nível socioeconômico.

#### Doenças infantis
A pobreza durante a gravidez tem sido apontada como causa de uma vasta gama de disparidades nos recém-nascidos. O baixo estatuto socioeconómico materno tem sido correlacionado com o baixo peso do bebê ao nascer e com o parto prematuro, com complicações físicas como a gravidez ectópica, com uma pior condição física do bebé, com o comprometimento do sistema imunitário e com uma maior suscetibilidade a doenças e com a morte pré-natal do bebé. Sessenta por cento das crianças nascidas em famílias pobres têm pelo menos uma doença crónica. As complicações mentais dos bebés incluem atrasos no desenvolvimento cognitivo, fraco desempenho académico e problemas de comportamento. As mulheres pobres apresentam taxas mais elevadas de tabagismo, consumo de álcool e envolvimento em comportamentos de risco. Estes factores de risco funcionam como factores de stress que, em combinação com factores sociais, tais como ambientes de vida lotados e sem higiene, dificuldades financeiras e desemprego, afetam a saúde do feto.

### Etnia
A etnia pode desempenhar um papel especialmente importante na determinação dos resultados de saúde das minorias empobrecidas. A pobreza pode sobrepor-se à raça, mas, dentro da pobreza, a raça contribui fortemente para os resultados em termos de saúde. Os afro-americanos, mesmo em algumas das cidades mais ricas dos Estados Unidos, têm uma esperança de vida à nascença inferior à de pessoas de países muito mais pobres, como a China ou a Índia. Nos Estados Unidos, especificamente para as mulheres afro-americanas, a partir de 2013, por cada 100 000 nascimentos, 43,5 mulheres negras não sobreviveriam, em comparação com 12,7 das mulheres brancas. De acordo com estudos, os indivíduos negros na África do Sul têm piores taxas de morbilidade e mortalidade devido ao acesso limitado aos recursos sociais. A pobreza é a principal causa da quantidade endémica de doenças, da fome e da subnutrição entre esta população. Um número desproporcionado de casos da epidemia de SIDA na América do Norte provém de minorias americanas, com 72% dos casos de SIDA em mulheres hispânicas ou afro-americanas. Entre as minorias americanas, os afro-americanos constituem 12% da população americana, mas representam 45% dos novos diagnósticos de HIV. Os negros americanos representam a maior proporção de pessoas que vivem com VIH e SIDA na América.
Os crescentes diferenciais de mortalidade entre brancos e negros devem ser atribuídos a diferenciais de classe - o que inclui o reconhecimento da raça nas populações empobrecidas. O reconhecimento da raça como um fator determinante para a falta de saúde, sem reconhecer a pobreza, tem levado as pessoas a pensar que a raça é o único fator. Um estudo de 2001 mostrou que, mesmo com seguro de saúde, muitos afro-americanos e hispânicos não tinham um prestador de cuidados de saúde; os números duplicavam para os que não tinham seguro (sem seguro: brancos 12,9%, negros 21,0%, hispânicos 34,3%). Com a raça e o estatuto de segurado como obstáculos, o seu acesso aos cuidados de saúde e a sua saúde diminuíram.
As diferenças de saúde entre raças podem também servir de factores determinantes para outras facetas da vida, incluindo o rendimento e o estado civil. As mulheres hispânicas afectadas pela AIDS têm salários mais baixos do que a média das mulheres, fazem parte de famílias mais pobres e têm mais probabilidades de serem chefes de família. De acordo com um estudo, as adolescentes negras que vivem em lares disfuncionais têm mais probabilidades de ter problemas de saúde graves para si próprias ou para os filhos.

### Educação
A educação desempenha um papel especialmente influente na vida das pessoas pobres. A educação determina outros fatores de subsistência, como a ocupação e o rendimento, que determinam o rendimento, que determina os resultados em termos de saúde. A educação é um importante fator social determinante da saúde, estando o nível de instrução relacionado com melhores resultados em termos de saúde, devido ao seu efeito no rendimento, no emprego e nas condições de vida. Os recursos sociais, como a educação, determinam a esperança de vida e a mortalidade infantil, que medem a saúde. A educação tem um efeito duradouro, contínuo e crescente na saúde. A educação é um determinante especial da saúde porque permite que as pessoas se orientem por si próprias, o que as leva a procurar objectivos como a saúde.
A educação ajuda os pobres a desenvolver competências, capacidades e recursos utilizáveis que ajudam os indivíduos a atingir objectivos, incluindo a melhoria da saúde. O nível de instrução dos pais também é importante para a saúde, o que influencia a saúde das crianças e da população futura. O nível de instrução dos pais também determina a saúde, a sobrevivência e o nível de instrução das crianças. As crianças nascidas de mães mais instruídas têm menos probabilidades de morrer na infância e mais probabilidades de terem pesos mais elevados à nascença e de serem vacinadas. Estudos realizados nos Estados Unidos sugerem que a educação materna resulta em maior paridade, maior utilização de cuidados pré-natais e menores taxas de tabagismo, o que afecta positivamente a saúde infantil. Um aumento da escolaridade infantil em Taiwan durante a reforma educativa de 1968 reduziu a taxa de mortalidade infantil em 11%, salvando 1 criança por cada 1000 nascimentos.
As desigualdades de mortalidade são produzidas e reproduzidas por políticas que promovem a violência estrutural para aqueles que já são vulneráveis à pobreza, ao mesmo tempo que reforçam o paradigma e a ordem ontológica da hierarquia de poder. Por conseguinte, o envolvimento político de um indivíduo e das suas comunidades desempenha um fator importante na determinação do seu acesso aos cuidados de saúde. A Comissão sobre os Determinantes Sociais da Saúde refere que é necessário um compromisso explícito de ação através de políticas públicas multidisciplinares para melhorar o acesso aos cuidados de saúde. Uma das acções recomendadas é a expansão do conhecimento e o reforço da participação de um vasto segmento da sociedade. Uma manifestação desta ação é a mobilização da população que tem sido historicamente oprimida e que se questiona sobre as questões sistémicas que afectam a sua vida. Segundo a OMS, a participação cívica não melhora apenas a saúde física, mas também o estado de saúde mental e a qualidade de vida em geral.
A história mostra que, quando as massas se tornam politicamente conscientes dos problemas que as rodeiam, ficam mais capacitadas para encontrar a sua própria voz e para se revoltarem contra as desigualdades sistémicas, de modo a assumirem o controlo das suas vidas e a melhorarem a acessibilidade e o preço dos cuidados de saúde. Pelo contrário, as nações que não dão aos seus cidadãos a possibilidade de serem politicamente educados têm resultados de saúde muito piores do que as nações cujos cidadãos estão politicamente empenhados. Por exemplo, registou-se um aumento dos diferenciais de mortalidade e um declínio inabalável da cobertura dos benefícios de saúde, especialmente entre a população que vive abaixo do limiar de pobreza. Nos últimos 10 anos tem-se registado uma perda constante de cobertura de saúde para 1 milhão de pessoas por ano. Perder a cobertura de saúde significa que um indivíduo já não pode procurar tratamento a preços acessíveis ou aceder a cuidados de saúde, pelo que a sua qualidade de saúde acabará por se deteriorar. No entanto, se os cidadãos apresentassem as suas preocupações coletivamente ao governo, teriam podido resolver este fator sistémico e, consequentemente, melhorar os seus resultados em termos de saúde.

### Ocupação
É mais provável que os trabalhadores pobres tenham empregos a tempo parcial, entrem e saiam do emprego, sejam trabalhadores migrantes ou sofram de stress associado ao desemprego e à procura infrutífera de emprego, o que, por sua vez, afecta os resultados em termos de saúde. De acordo com a Organização Mundial de Saúde, as condições de emprego e de trabalho afectam grandemente a equidade na saúde. Isto deve-se ao facto de as más condições de emprego exporem os indivíduos a riscos para a saúde, o que é mais provável nos empregos de baixo estatuto. As evidências confirmam que a elevada exigência do trabalho, o baixo controle e as baixas recompensas pelo esforço nestes empregos ruins são fatores de risco para problemas de saúde física e mental, como um risco 50% superior de doença cardíaca.
O crescente poder das grandes empresas e instituições globais de conglomerados para definir a política e as normas laborais tem desempoderado os trabalhadores, os sindicatos e as pessoas que procuram emprego, sujeitando-os a condições de trabalho prejudiciais para a saúde.  Nos países com rendimentos elevados, tem-se verificado um aumento da insegurança no emprego e das modalidades de emprego precárias (como o trabalho informal, o trabalho temporário, o trabalho a tempo parcial e o trabalho à peça), a perda de postos de trabalho e o enfraquecimento das protecções regulamentares. O trabalho informal pode ameaçar a saúde devido à sua instabilidade laboral precária e à falta de regulamentação para proteger as condições de trabalho e a saúde e segurança no trabalho. Os dados da OMS sugerem que a mortalidade é maior entre os trabalhadores temporários do que entre os trabalhadores permanentes. Uma vez que a maior parte da força de trabalho global opera no âmbito da economia informal, particularmente nos países de baixo e médio rendimento, as populações empobrecidas são grandemente afectadas por estes fatores.

### Condição migratória
Os migrantes têm uma grande variedade de necessidades em matéria de saúde física e mental, que dependem da sua origem, das políticas de entrada e integração do país de acolhimento e das suas condições de vida e de trabalho. Os refugiados e os migrantes continuam a ser dos membros mais vulneráveis da sociedade e podem ser confrontados com um acesso inadequado ou restrito aos serviços de saúde. A xenofobia, a discriminação e as condições de trabalho podem afetar ainda mais a sua saúde mental de forma desproporcionada. A comparação de uma população pobre, mas principalmente não migrante, das zonas rurais do Uganda com uma população migrante desfavorecida das zonas urbanas da África do Sul e da Suécia revelou uma menor frequência de atividade física declarada pelos próprios e um menor apoio social e auto-eficácia nas amostras de migrantes urbanos.

## Contexto socioeconômico e político

### Localização

#### Estado-nação/região geográfica
Viver em país pobre ou região pobre afeta profundamente a condição de  saúde. Isso pode ser atribuído a fatores governamentais, ambientais, geográficos e culturais. Utilizar a esperança de vida como medida de saúde indica uma diferença entre países na probabilidade de viver até uma determinada idade. O local onde as pessoas nascem tem um impacto dramático nas suas oportunidades de vida. Países de alta renda como o Japão ou a Suécia têm uma expectativa de vida de 80 anos, o Brasil-72, a Índia-63. A OMS cita que, nos países ricos, apenas 56 (Islândia) a 107 (EUA) de 1.000 adultos entre 15 e 60 anos morrerão a cada ano, enquanto os países da África Ocidental e Central têm taxas de mortalidade de adultos superiores a 300 e 400 em cada 1.000. As taxas são ainda mais elevadas nos países africanos afectados pela epidemia da AIDS, como o Zimbabué, onde 772 em cada 1000 adultos morrem todos os anos.
Além disso, o tipo de condição de saúde varia de acordo com o país para as populações em situação de pobreza. Mais de 80% das mortes por doenças cardiovasculares, que totalizaram 17,5 milhões de pessoas em todo o mundo em 2005, ocorrem em países de baixo e médio rendimento. De acordo com a OMS, 13.500 pessoas morrem diariamente por causa do tabagismo, e em breve este se tornará a principal causa de morte nos países em desenvolvimento, tal como nos países de rendimento elevado.
A mortalidade infantil e materna também revela disparidades na saúde entre as nações. Existem grandes desigualdades nas taxas de mortalidade infantil dentro e entre países, variando de 20/10.000 nascimentos na Colômbia a 120/10.000 em Moçambique. Em 1985, a Organização Mundial da Saúde estimou que as taxas de mortalidade materna eram 150 vezes maiores nos países em desenvolvimento do que nas nações desenvolvidas.

#### Localização urbana ou rural

##### Urbana
O local onde as pessoas vivem afeta a sua saúde e os resultados de vida, o que significa que os resultados de saúde das pessoas empobrecidas são especialmente determinados pelo facto de viverem numa área metropolitana ou numa área rural. Nos séculos XIX e XX, surgiram bairros de lata nas cidades e a consequente aglomeração, falta de saneamento e habitações inadequadas trouxeram doenças infecciosas e enfermidades, causando problemas de saúde pública. Com a prevalência de guetos e favelas no centro das cidades em todo o mundo, com aproximadamente 1 bilhão de pessoas vivendo em favelas em todo o mundo, a situação de vida é um determinante especialmente forte da saúde na pobreza. As áreas urbanas apresentam riscos para a saúde devido às más condições de vida, recursos alimentares limitados, acidentes de trânsito e poluição.
A urbanização pode alterar consideravelmente os problemas de saúde pública, especialmente para os pobres, ao direccioná-los para doenças não transmissíveis, lesões acidentais e violentas e mortes e impactos na saúde decorrentes de desastres ecológicos. As condições de vida quotidiana também têm um enorme impacto na igualdade na saúde. A equidade nas condições de vida, como o acesso à habitação de qualidade, à água potável e à higiene, tem sido grandemente degradada nas zonas urbanas devido ao aumento da dependência automóvel, à utilização do solo para estradas, à inconveniência do transporte não automóvel, à qualidade do ar, às emissões de gases com efeito de estufa e à falta de de atividade física. Os desafios das áreas urbanas, como a alta densidade populacional, a aglomeração, as condições de vida inadequadas e o pouco apoio social, constituem um desafio especial para as pessoas com deficiência e as populações de baixa e média renda. países de renda.
- Obesidade: A obesidade é um problema primordial, especialmente entre os pobres e socialmente desfavorecidos, em cidades de todo o mundo, de acordo com a OMS. O aumento da obesidade pode contribuir para a transição nutricional que descreve como as pessoas estão cada vez mais recorrendo a fontes de alimentos com alto teor de gordura, açúcar e sal devido à sua disponibilidade e preço. Esta transição alimentar alimentou a epidemia de obesidade. Esta transição nutricional tende a começar nas cidades devido à "maior disponibilidade, acessibilidade e aceitabilidade de compras a granel, alimentos de conveniência e porções 'superdimensionadas'". Atividade física e exercício físico são fortemente determinado pelo desenho das cidades, incluindo a densidade das casas, os usos heterogêneos do solo, a extensão em que as ruas e as calçadas se conectam, a facilidade de caminhar e a provisão e acesso a acomodações públicas locais e parques para recreação e lazer. Estes fatores, juntamente com a crescente dependência dos automóveis, resultam na mudança da população para a inactividade física, o que prejudica a saúde.[1]
- Crime: A violência e o crime são grandes desafios para a saúde urbana. Em todo o mundo, 90% dos 1,6 milhões de mortes violentas anuais ocorrem em países de baixo e médio rendimento. Um grande número de mortes e ferimentos ocorre devido ao crime, que afeta a saúde.[1]
- Trânsito: Os indivíduos em zonas pobres e nas zonas urbanas são os mais afetados pelas lesões causadas pelo trânsito e pela poluição atmosférica provocada pelos veículos, que causa 800.000 mortes anuais devido à poluição atmosférica e 1,2 milhões devido a acidentes de trânsito. Isto resulta em maiores riscos de saúde, como a morte, para as populações empobrecidas nas cidades.[1]
- Doenças mentais:  Viver numa zona pobre aumenta a probabilidade de desenvolver uma doença mental, especialmente em crianças. As pessoas neste ambiente têm menos probabilidades de receber serviços de saúde mental eficazes. As crianças expostas à pobreza contínua, presentes num gueto, apresentam um elevado nível de depressão, ansiedade, isolamento social, conflito entre pares e agressão.Predefinição:Citação completa necessária Os sintomas de saúde mental aumentam no gueto devido à exposição ao crime comunitário, induzido por gangues violência, infestações de drogas em bairros e condições de habitação precárias.Predefinição:É necessária citação completa[30][31]
- Outras: Nos Estados Unidos, o HIV é mais recorrente nas cidades ao longo da costa leste, sendo a prevalência entre as mulheres afro-americanas nas cidades 5 a 15 vezes superior à das mulheres em todas as áreas desse estado. As mulheres dos centros das cidades são as que têm maior probabilidade de dar à luz bebés mortos ou extremamente doentes nos Estados Unidos, em parte devido à enorme erosão da disponibilidade de cuidados pré-natais na sua área. Os bairros mais pobres , constituídos exclusivamente por populações extremamente pobres, proporcionam um ambiente particularmente forte. ameaça para a saúde precária. A mortalidade infantil nas favelas de Nairóbi, onde vive 60% da população, é 2,5 vezes maior do que em outras áreas da cidade. Nas favelas de Manila, 39% das crianças têm tuberculose, o que é o dobro média nacional. O termo “instabilidade habitacional” descreve uma condição em que as pessoas estiveram ou estarão desabrigadas no futuro. As pessoas que enfrentam essa instabilidade têm pior acesso aos cuidados de saúde e problemas de saúde mais agudos do que o resto da população. A população de uma cidade cresceu e as rendas aumentaram, aqueles que recebiam vales de habitação da Secção 9 já não podiam pagar o aumento das rendas e foram forçados a mudar-se.[14][1][32][33]

##### Rural
Viver numa comunidade rural, seja nos Estados Unidos ou em todo o mundo, reduz o acesso a serviços médicos, seguros de saúde e muda a cultura da saúde. Existem diferenciais entre as comunidades rurais e urbanas, e existem algumas desvantagens de saúde para os residentes rurais empobrecidos. Dado que a saúde de uma população aumenta em localizações geográficas com maior prevalência de médicos de cuidados primários, as áreas rurais enfrentam pior saúde. De acordo com alguns estudos, as medidas de saúde e bem-estar indicam que as populações rurais apresentam piores resultados de saúde. Os residentes rurais têm uma taxa maior de mortalidade prematura (menos de 75 anos de idade no momento da morte) do que os residentes urbanos. De acordo com alguns estudos realizados nos Estados Unidos, a taxa de mortalidade de indivíduos com idades entre 1 e 24 anos foi 31% superior à dos condados urbanos. A taxa de mortalidade de adultos de 25 a 64 anos foi 32% maior entre os residentes rurais do que nos condados suburbanos e nos condados urbanos.
Essas taxas de mortalidade mais altas contribuíram para lesões não intencionais, suicídio e doença pulmonar obstrutiva crônica. Em 1997, nos Estados Unidos, 18% dos adultos nas áreas rurais tinham problemas de saúde crónicos, em comparação com apenas 13% dos adultos suburbanos. A Pesquisa Nacional de Entrevistas de Saúde indicou que em 1998, 16% dos adultos rurais relataram problemas de saúde. Os residentes rurais pobres têm apenas 21% de cobertura do Medicaid, enquanto as populações urbanas pobres reportam uma cobertura de 30%. Os factores demográficos e socioeconómicos variam entre as zonas rurais e urbanas, o que contribui para algumas disparidades na saúde. Para comunidades rurais extremamente pobres, as variáveis da comunidade, como o ambiente ecológico, incluindo o clima, o solo, a precipitação, a temperatura, a altitude e a sazonalidade, têm um grande impacto na saúde. “Nas sociedades rurais de subsistência, estas variáveis podem ter forte influência na sobrevivência infantil, afectando a quantidade e variedade de culturas alimentares produzidas, a disponibilidade e qualidade da água, e a transmissão de doenças transmitidas por vetores”.

### Políticas e Governança
O tipo e a estrutura dos governos e a sua política social e económica afectam mais profundamente a saúde dos mais pobres do que outras populações. Cada componente do governo – desde finanças, educação, habitação, emprego, transportes e políticas de saúde – afecta a saúde da população e a equidade na saúde. A variação da esperança de vida entre países pode ser parcialmente atribuída ao tipo de regime político, seja este fascista, comunista, conservador ou social-democrata. A OMS sugere que aqueles que são mais vulneráveis e afetados pelas mudanças políticas que influenciam a sua qualidade de saúde devem ter uma participação directa na construção e adopção dessas mesmas políticas. Este poder de contribuição teria um impacto positivo nos seus resultados de saúde, devido à sua capacidade de participar autonomamente em políticas que influenciam a sua saúde. No entanto, a mudança do estatuto do regime governamental nem sempre acaba com o tipo de políticas em vigor, como se viu na África do Sul. O fim do regime de apartheid da África do Sul ainda não desmantelou as estruturas de desigualdade e opressão, o que levou a persistente desigualdade social a perpetuar a propagação do HIV, diminuindo a saúde da população. Além disso, a economia política, que abrange a organização da produção, a infra-estrutura física e as instituições políticas , desempenha um papel importante na determinação das desigualdades na saúde.

### Serviço social e disponibilidade de serviços de saúde
O ambiente social em que as pessoas empobrecidas vivem é muitas vezes um precursor da qualidade dos seus resultados de saúde. Sem acesso equitativo às necessidades sociais básicas, é difícil ter um padrão de qualidade de saúde enquanto se está sujeito a um encargo financeiro significativo. A Comissão de Determinantes Sociais da Saúde, criada em 2015 pela Organização Mundial da Saúde, foi pioneira no impulso para um maior foco na “criação de melhores condições sociais para a saúde, especialmente entre as pessoas mais vulneráveis. Estas necessidades sociais básicas que influenciam o ambiente social incluem segurança alimentar, habitação, educação, transporte, acesso aos cuidados de saúde e outros factores que podem afectar a saúde. Os serviços sociais e os programas de serviços sociais, que prestam apoio no acesso às necessidades sociais básicas, são fundamentais para a melhoria das condições de saúde dos mais pobres. As pessoas empobrecidas dependem dos cuidados de saúde e de outros serviços sociais a serem prestados na rede de segurança social, pelo que a disponibilidade determina grandemente os resultados em termos de saúde. Dado que os baixos padrões de vida influenciam grandemente a desigualdade na saúde, sistemas generosos de protecção social resultam numa melhor saúde da população, com taxas de mortalidade mais baixas, especialmente nas populações desfavorecidas.
Um exemplo bem-sucedido desse programa de serviço social é o programa "Senior Companion" (companheiro sênior), uma extensão do programa federal dos Departamento Sênior dos Estados Unidos.  O programa oferece assistência a adultos com deficiências físicas e mentais. Ele une voluntários seniores com pacientes de baixa renda para ajudá-los a aumentar sua capacidade social, capacidade de viver de forma independente e maior acessibilidade aos cuidados de saúde. Um estudo de método misto explora que o programa visa vários determinantes sociais da saúde e tem efeitos positivos no estado de saúde dos idosos inscritos (embora haja uma correlação menos positiva a longo prazo). Conclui que o programa tem impactos relevantes no bem-estar geral dos clientes e voluntários.
O resultado é homogêneo com as conclusões de outros estudos, com temas emergentes incluindo: companheirismo, redução da depressão, acesso a cuidados de saúde, isolamento e aumento da rede social. Outro exemplo de programa de serviço social utilizado no norte da Califórnia é o Programa Oakland Find do UCSF Benioff Children's Hospital. Este programa emprega um método de abordagem dos determinantes sociais da saúde, trabalho de ligação, contextualizado pela sua população de pacientes predominantemente empobrecida. Este trabalho de ligação envolve assistentes sociais na clínica, conectando os pacientes aos recursos de necessidades sociais básicas. Foram encontrados resultados positivos semelhantes, sugerindo que este trabalho de ligação é eficaz na melhoria do estado de saúde daqueles que se encontram em posições marginalizadas da sociedade.
As nações que têm sistemas de protecção social mais generosos têm melhor saúde da população. Políticas familiares mais generosas estão correlacionadas com uma menor mortalidade infantil. As nações que ofereceram maior cobertura e reembolso de pensões e seguros de doença, desemprego e acidentes de trabalho têm um índice mais elevado, assim como os países com melhores aposentadorias têm índice de mortalidade de idosos menores.

#### Acesso a cuidados de saúde
O sistema de saúde representa um determinante social da saúde e também influencia outros fatores determinantes. O acesso das pessoas aos cuidados de saúde, as suas experiências e os benefícios que obtêm estão intimamente relacionados com outros determinantes sociais da saúde, como o rendimento, o gênero, a educação, a etnia, a profissão e muito mais. Para as pessoas pobres, as barreiras sistemáticas na estrutura social são formidáveis, especialmente no financiamento. As estruturas de cobertura Medicaid e de maternidade têm processos de registo complexos e morosos, juntamente com longas esperas e elegibilidade incerta. Um estudo do Departamento de Emergência descobriu que a maioria dos pacientes que apresentavam doenças mentais eram aqueles que recebiam assistência médica (20,4%) e Medicare (31,5%), enquanto apenas 12,4% dos pacientes com seguros privados apresentavam doenças mentais. O Estado da Califórnia aderiu ao plano federal para cobrir o maior número possível de pessoas. As desigualdades na saúde também são determinadas por estes fatores socioeconômicos e culturais. Os cuidados de saúde são distribuídos de forma desigual a nível mundial, com acentuada desigualdade para os pobres nos países de baixo e médio rendimento. Um estudo demonstrou que os médicos tratam as populações pobres de forma diferente, mostrando que os pacientes desfavorecidos têm menos probabilidades de receber os tratamentos recomendados para a diabetes e são mais propensos a serem hospitalizados devido às complicações da diabetes. De acordo com a OMS, os sistemas de saúde podem melhorar melhor a igualdade na saúde quando as instituições estão organizadas para fornecer cobertura universal, onde todos recebem cuidados de saúde de mesma qualidade, independentemente da capacidade de pagamento, bem como um sistema de cuidados de saúde primários em vez de assistência em centros de emergência.
Estes problemas estruturais resultam em piores cuidados de saúde e, portanto, piores resultados de saúde para as populações empobrecidas. Os custos dos cuidados de saúde podem representar ameaças absolutamente graves para as populações empobrecidas, especialmente em países sem disposições sociais adequadas. Em 2009, as crianças de 6 a 17 anos de idade tinham maior probabilidade de não ter seguro do que as crianças mais novas, e as crianças com uma renda familiar abaixo de 200% do nível de pobreza tinham maior probabilidade de não ter seguro do que as crianças em níveis mais elevados. famílias de renda. Nas populações idosas, os indivíduos abaixo de 400% do limiar da pobreza tinham entre 3 e 5 vezes mais probabilidades de não ter seguro. As crianças abaixo de 200% do limiar da pobreza também tinham menos probabilidades de ter seguro do que as famílias mais ricas. Além disso, em 2009, nos EUA, 20% dos adultos (com idades compreendidas entre os 18 e os 64 anos) abaixo de 200% do limiar da pobreza não receberam os medicamentos necessários devido ao custo, em comparação com apenas 4% daqueles acima dos 400% do limiar da pobreza. O aumento dos custos dos cuidados de saúde (incluindo prémios mais elevados) impôs um fardo aos consumidores. Em 2010, o Presidente Obama introduziu a Lei de Proteção do Paciente e Cuidados Acessíveis (ACA), expandindo os cuidados de saúde para muitos que não tinham cobertura. Os EUA tinham a taxa mais elevada de pessoas sem seguro e os custos de saúde mais elevados de todas as nações industrializadas da época. A ACA ajudou 20 milhões de americanos a obter cobertura e diminuiu as taxas de não segurados de 16% em 2010 para 8,6% em 2016. A ACA trouxe cobertura para pessoas que tiveram rebaixamentos em programas de seguro para funcionários, fornecendo um mercado de seguro saúde, dando-lhes acesso aos planos de seguros privados, juntamente com subsídios governamentais baseados no rendimento.
Isto pode ser observado noutras nações, onde, na Ásia, os pagamentos de cuidados de saúde empurraram quase 3% da população de 11 países para menos de 1 dólar por dia. No entanto, sob a actual administração dos EUA, houve mudanças na forma como o financiamento federal é atribuído aos programas de serviço social. Embora iniciativas como o Conselho Nacional de Prevenção tenham sido criadas para abordar a prevenção, também houve algumas desvantagens. Devido a esta mudança política, as entidades que abordam os determinantes sociais da saúde na pobreza, como os programas de serviços sociais, estão ameaçadas por estas novas políticas. Estas políticas reafetam o financiamento dos programas de serviço social público, limitando os recursos que promovem a prevenção e a saúde pública. O problema mais presente nos recursos fornecidos pelo Estado, como os programas de serviços sociais públicos que visam aliviar as disparidades na saúde, são as esferas políticas em constante mudança que impulsionam ou bloqueiam o acesso das comunidades a recursos e intervenções eficazes de cuidados de saúde. Apesar da força das influências políticas, ficou demonstrado que, a nível mundial, a mudança de atenção para a resposta às necessidades sociais, como o acesso aos cuidados de saúde, afectou dramaticamente a saúde das comunidades empobrecidas.

### Influencais psicológicas sociais
Nas comunidades empobrecidas, existem normas sociais e fatores de stress diferentes dos de outras populações, o que pode afectar grandemente os resultados de saúde nas populações desfavorecidas. A baixa  condição socioeconômica ode resultar em problemas de saúde física e/ou mental. através de vários mecanismos psicossociais, tais como comportamentos relacionados com a saúde deficientes ou "de risco", exclusão social, stress prolongado e/ou aumentado , perda de senso de controle e baixa auto-estima, bem como através do acesso diferenciado à nutrição adequada e aos serviços sociais e de saúde.  Esses estressores podem causar alterações fisiológicas, incluindo aumento do cortisol, alteração da pressão arterial e redução da imunidade, o que aumenta os riscos de problemas de saúde.

#### Violência estrutural
As estruturas sociais subjacentes que propagam e perpetuam a pobreza e o sofrimento - a violência estrutural - determinam maioritariamente os resultados em termos de saúde das populações empobrecidas. As condições de vida pobres e desiguais resultam de condições estruturais mais profundas, incluindo "políticas e programas sociais deficientes, acordos económicos injustos e má política", que determinam a forma como as sociedades estão organizadas. A estrutura do sistema global provoca desigualdade e taxas de mortalidade sistematicamente mais elevadas, o que é causado pela desigualdade na distribuição de oportunidades e recursos, o que se designa por violência estrutural.

#### Definição
A violência estrutural é um termo criado por Johan Galtung e por teólogos da libertação durante os anos 60 para descrever as estruturas sociais econômicas, políticas, legais, religiosas e culturais que prejudicam e inibem os indivíduos, os grupos e as sociedades de atingirem o seu pleno potencial. A violência estrutural é estrutural porque as causas da miséria estão "embutidas na organização política e económica do nosso mundo social; são violentas porque causam danos às pessoas". A violência estrutural é diferente da violência pessoal ou comportamental, porque se refere exclusivamente a danos evitáveis causados às pessoas por um único indivíduo, mas decorre da distribuição desigual de poder e recursos, pré-construída na estrutura social. A violência estrutural inclui todos os tipos de violações da dignidade humana: pobreza absoluta e relativa, desigualdades sociais como a desigualdade entre os sexos e o racismo, e a violação pura e simples dos direitos humanos. A ideia de violência estrutural é tão antiga como o estudo do conflito e da violência, pelo que também pode ser entendida como relacionada com a injustiça social e a opressão.

#### Efeitos
A violência estrutural está muitas vezes enraizada em estruturas sociais de longa data, omnipresentes em todo o mundo, que são regularizadas por instituições persistentes e pela experiência regular com elas. Estas estruturas sociais parecem tão normais na nossa compreensão do mundo que são quase invisíveis, mas a desigualdade no acesso aos recursos, o poder político, a educação, os cuidados de saúde e a situação jurídica são todos possíveis perpetradores de violência estrutural. Os não cidadãos não têm acesso a seguros de saúde e a cuidados de saúde e têm de procurar cuidados em clínicas e serviços ambulatórios. A violência estrutural ocorre "sempre que as pessoas são prejudicadas, mutiladas ou mortas pela pobreza e por instituições, sistemas ou estruturas sociais, políticas e económicas injustas".
A violência estrutural pode contribuir para piorar os resultados em termos de saúde, quer prejudicando quer matando as vítimas, tal como a violência armada pode ter estes efeitos. Este tipo de dano não intencional perpetuado pela violência estrutural promove progressivamente a miséria e a fome que acabam por resultar em morte, entre outros efeitos. Ehrlich e Ehrlich referiram em 1970 que entre 10 e 20 milhões dos 60 milhões de mortes anuais em todo o mundo resultam da fome e da subnutrição. O seu relatório estimou também que a violência estrutural foi responsável pela morte de mil milhões de vidas entre 1948 e 1967 no terceiro mundo.

#### Violência estrutural e relação com à saúde
A desigualdade nas condições de vida quotidiana resulta de estruturas e práticas sociais invisíveis. Esta desigualdade sistemática é produzida por normas, políticas e práticas sociais que promovem a distribuição injusta de poder, riqueza e outros recursos sociais, como os cuidados de saúde. “A má saúde dos pobres, o gradiente social na saúde dentro dos países e as acentuadas desigualdades na saúde entre os países são causadas pela distribuição desigual de poder, rendimento, bens e serviços, a nível global e nacional.” Primeiro, a violência estrutural é muitas vezes um dos principais determinantes da distribuição e do resultado das doenças. Há décadas que se sabe que as doenças epidémicas são causadas por forças estruturais. A violência estrutural pode afectar a progressão da doença, como no caso do HIV, onde as estruturas sociais prejudiciais afetam profundamente o diagnóstico, a permanência e o tratamento do HIV e de doenças associadas.
Os determinantes da doença e o seu resultado são definidos pelos fatores sociais, geralmente desenfreados com violência estrutural, que determinam o risco de infecção pela doença. Compreender como a violência estrutural é incorporada nos níveis comunitário, individual e microbiano é vital para compreender a dinâmica da doença. As consequências da violência estrutural são mais pronunciadas nos países mais pobres do mundo e afectam grandemente a prestação de serviços clínicos nestes países. Elementos de violência estrutural, como "convulsão social, pobreza e desigualdade de género, diminuem a eficácia dos serviços distais e dos esforços de prevenção" constituem barreiras aos cuidados médicos em países como o Ruanda e o Haiti. Devido à violência estrutural, existe uma lacuna crescente nos resultados, onde alguns os países têm acesso a intervenções e tratamento, e os países pobres que são negligenciados. Com o poder das intervenções distais melhoradas, a única forma de colmatar esta disparidade de resultados entre os países que têm e os que não têm acesso a um tratamento eficaz, reside em intervenções proximais para reduzir os factores que contribuem para os problemas de saúde que surgem da violência estrutural.